# Franciszek Cebulak
Franciszek Ludwik Cebulak (Cracovia, 16 settembre 1906 – Varsavia, 4 agosto 1960) è stato un calciatore polacco, di ruolo centrocampista.

## Carriera

### Club
Ha giocato tutta la carriera nel campionato polacco.

### Nazionale
Con la Nazionale ha preso parte alle Olimpiadi del 1936.